# Pyrinia faragita
Pyrinia faragita là một loài bướm đêm trong họ Geometridae.